# Hoplistocerus iheringi
Hoplistocerus iheringi là một loài bọ cánh cứng trong họ Cerambycidae.